# Symonanthus
Symonanthus  es un género de plantas con flores perteneciente a la subfamilia Nicotianoideae, incluida en la familia de las solanáceas (Solanaceae). Comprende dos especies nativas de Australia.

## Especies
- Symonanthus aromaticus
- Symonanthus banoftii

## Sinonimia
- Isandra, Isandrea